# Rãnh Kuril-Kamchatka
Rãnh Kuril-Kamchatka hay rãnh Kuril là một rãnh đại dương với độ sâu tối đa đạt tới 10.500 m (34.000 ft).
Rãnh này là kết quả của khu vực lún xuống được tạo ra vởi vòng cung quần đảo Kuril. Ở đây, mảng Thái Bình Dương bị lún xuống bên dưới mảng Okhotsk, tạo ra các hoạt động mạnh của sự phun trào núi lửa.